# Podbela
Podbela je strjeno naselje v Občini Kobarid in leži ob reki Nadiži. Leži 11 km zahodno od Kobarida ob cesti Kobarid–Robidišče, ki predstavlja najzahodnejšo vas v Slovenji. 

## Zgodovina
Leta 1976 je vas močno poškodoval potres, saj so bile uničene skoraj vse stavbe, mnoge izmed njih pa so vsebovale elemente s tradicionalno beneško arhitekturo. Zaradi porušenih hiš in poslopij po potresu je danes vas pretežno montažno naselje. Na nekdanjo arhitekturo beneške vasi spominja cerkev Sv. Helene na Lupu, ki je bila obnovljena po potresu.

## Znamenitosti
- Napoleonov most čez Nadižo
- Nadiža
- Spomenik padlim